# Nareczenski bani
Nareczenski bani (bułg. Нареченски бани) – wieś w Bułgarii, w obwodzie Płowdiw, w gminie Asenowgrad. Według danych szacunkowych Ujednoliconego Systemu Ewidencji Ludności oraz Usług Administracyjnych dla Ludności, 15 czerwca 2020 roku miejscowość liczyła 669 mieszkańców.

## Woda mineralna
Tutejsze woda mineralna zawiera radon i ma uzdrawiającą radioaktywność. Pochodzi z kilku źródeł o podobnym składzie chemicznym. 1 litr wody zawiera: mangan – 0,015 mg, ołów – 0,038 mg, cynk – 0,024 mg, kadm – 0,019 mg. Wody są klarowne, przejrzyste, bezwonne, wodoro-węglanowo sodowe, radonowe, krzemowe i lekko fluorowe. Ich temperatura wynosi od 11 do 29 ° С. Znajdują się trzy źródła mineralne o temperaturze wody między 21,5 a 29°C: „Ocznoto izworcze“, „Banski izwor“, „Solenoto izworcze“. Woda z „Bańskiego źródła” i „Słonego źródła” wyprowadzana jest w fontannach na wolnym powietrzu i wewnątrz parku ośrodka w pobliżu centrum wsi.

## Sanatoria
Istnieją 3 balneo-sanatoria: dwa państwowe oraz 1 prywatne, a także kilka ośrodków wczasowych. W Nareczenskich baniach leczy się szereg schorzeń: układu nerwowego, sercowo-naczyniowego, układu mięśniowo-szkieletowego, endokrynno-metabolicznego i inne. Tutejsza woda mineralna skutecznie leczy około 13 poważnych chorób z 4 głównych grup, wśród których są nadciśnienie i cukrzyca. Jako jedyną w Bułgarii stosuje się ją w leczeniu nerwic, depresji, stresu.